# Axis Bank
Axis Bank Limited — индийский коммерческий банк.
Банк был основан 9 декабря 1993 года под назвпнием UTI Bank по инициативе Unit Trust of India. В 2005 году глобальные депозитарные расписки начали котироваться на Лондонской фондовой бирже. В 2006 году были открыты первые зарубежные отделения банка в Сингапуре и Шанхае, в следующем году — в Дубае и Гонконге. Также в 2007 году название было изменено на Axis Bank. В 2013 году в Великобритании был создан дочерний банк Axis Bank UK.
Сеть банка насчитывает 4600 отделений и 17 тысяч банкоматов. Активы на 31 марта 2021 года (конец 2020—21 финансового года) составили 10,1 трлн рупий ($137 млрд), из них 6,35 трлн пришлось на выданные кредиты, 2,25 трлн — на инвестиции в ценные бумаги (в том числе гособлигации Индии на 1,81 трлн). Принятые депозиты составили 7,08 трлн рупий. Деятельность почти полностью сосредоточена в Индии, зарубежная активность представлена дочерним банком в Великобритании, брокерской фирмой в США и отделениями в Сингапуре и Дубае, на неё приходится менее одного процента выручки.